# 伏見 (砲艦)
伏見（ふしみ）は、日本海軍の砲艦。
艦名は旧山城国紀伊郡の名勝地(現在の京都市伏見区周辺)の名である。
清国長江流域での権益保護の必要性から建造された。
「隅田」[I]とともに日本海軍初の本格的な河用砲艦である。

## 計画
第二期拡張計画の計画変更により浅喫水砲艦1隻(後の「宇治」)の建造が決定した。
しかし、この艦の吃水(計画2.1m)では揚子江下流域での運用に限られ、揚子江上流域での運用するための更に吃水の浅い砲艦が要望され、1902年 (明治35年) 9月30日に浅喫水砲艦建造が上申されたた。
建造費は呉海軍造船廠で建造中の一等水雷艇9隻の予算の剰余金を転用するなどで賄う予定だった。
翌1903年 (明治36年) 3月にヤーロウ社、ソーニクロフト社のそれぞれと砲艦1隻の製造契約を結ぶことが決定した。
(ヤーロウ社で製造された艦が後の「伏見」、ソーニクロフト社のそれが後の「隅田」となる。)

## 艦型
設計にはイギリス海軍「ティール」号が参考にされた。
煙突2本。

### 兵装
- 1920年 (大正9年) 時は1号6cm砲2門、陸式機砲1挺、麻式6.5mm砲4挺だった[1]。
- 1931年 (昭和6年) 時は1号6cm砲2門、留式機銃2挺、三年式機銃4挺だった[14]。

## 艦歴

### 建造
イギリス、ヤーロウ社で1903年 (明治36年) 3月22日に起工、完成後それを解体し日本へ輸送した。
1904年 (明治37年) 日露開戦により組立見合わせとなり、材料は佐世保海軍工廠に保管された。
戦争終結により海軍は川崎造船所と大阪鉄工所に組立請負の見積りを出させ、
1905年 (明治38年) 12月5日に川崎造船所と(金額47,500円で)工事請負の契約を結んだ。
川崎造船所の人員、機材を上海へ派遣し、同地にある日本海軍用地内で組み立て、
工事終了後に人員、機材は日本に撤収することになった。
1906年 (明治39年) 
3月22日に上海で起工(組立開始)。
8月8日、第二号浅喫水砲艦を「伏見」と命名、
同日進水した。
同月16日、二等砲艦に類別され、
同年10月1日に竣工した。

### 竣工後
1911年 (明治44年) 4月、日本軍艦として初めて長江三峡を越えて重慶まで遡行した。
1914年 (大正3年) 7月まで、大修理を行った。

### 第一次世界大戦
第一次世界大戦において、当初、中国が中立の立場であったため、1914年から翌年にかけて武装解除の上、抑留されたが、中国が連合国側に加わると復帰した。

### 昭和期
1931年 (昭和6年) 6月1日、砲艦に類別変更。翌年の第一次上海事変において、上海や長江方面の警備に従事した。
1935年 (昭和10年) 3月1日除籍。
その後売却され上海で解体された。

## 歴代艦長
※『日本海軍史』第9巻・第10巻の「将官履歴」及び『官報』に基づく。階級は就任時のもの。
- 替地初太郎 大尉：1906年8月16日 - 10月12日
- 井手元治 大尉：1906年10月12日 - 1908年12月10日
- 桂頼三 少佐：1908年12月10日 - 1911年8月5日
- 前川直平 少佐：1911年8月5日 - 12月1日
- 内倉利吉 少佐：1912年12月1日 - 1913年2月4日
- 福村篤男 少佐：1913年2月4日 - 12月1日
- 江副九郎 少佐：1913年12月1日 - 1914年5月27日
- 園田繁喜 少佐：1914年5月27日 -
- 今川真金 少佐:1917年8月16日[22] - 1918年6月3日[23]
- 蔵田直 少佐：1918年6月3日 - 9月10日
- 塩島美雄 少佐：1918年9月10日[24] - 1919年12月1日[25]
- 高橋為次郎 少佐：1919年12月1日[25] - 1920年4月29日[26]
- 鈴木幸三 大尉：1920年4月29日 - 1921年10月6日
- 野口幸一 少佐：1921年10月6日[27] - 1921年11月10日[28]
- 湯野川忠一 少佐：1921年11月10日[28] - 1922年11月20日[29]
- 佐藤脩 少佐：1922年11月20日 - 1923年3月20日
- 丸山良雄 少佐：1923年3月20日[30] - 1924年3月20日[31]
- 秋永三夫 少佐：1924年3月20日[31] - 1925年4月20日[32]
- 山崎助一 大尉：1925年4月20日 - 1926年6月1日
- 今村幸彦 大尉：1926年6月1日[33] - 1927年8月15日[34]
- 小島斉志 大尉：1927年8月15日 - 1928年2月20日
- 猪瀬正盛 少佐：1928年2月20日[35] - 12月10日[36]
- 松本毅 大尉：1928年12月10日 - 1930年5月1日
- 田尻穣 少佐：1930年5月1日[37] - 1932年2月8日[38]
- 松野俊郎 少佐：1932年2月8日[38] - 1932年12月1日[39]
- 藤井茂 少佐：1932年12月1日[39] - 1933年11月15日[40]
- 阿部俊雄 少佐：1933年11月15日 - 1935年3月1日